# Нилов, Виктор Иванович
Ви́ктор Ива́нович Ни́лов (род. 23 марта 1955, Ленинград, СССР) — советский и российский государственный деятель, генерал-лейтенант полиции (2012). Начальник Главного управления по обеспечению безопасности дорожного движения МВД России в 2011—2017 годах.

## Биография
Родился 23 марта 1955 года в Ленинграде (ныне — Санкт-Петербург). В 1977-м окончил Ленинградский инженерно-строительный институт (ныне — Санкт-Петербургский государственный архитектурно-строительный университет) по специальности «автомобильный транспорт».
После завершения учёбы стал инженером 3 отдела Управления Государственной автомобильной инспекции Главного управления внутренних дел (УГАИ ГУВД) Леноблисполкома. В 1984 году был назначен на должность старшего инженера отдела организации дорожного движения в этом же управлении. С 1986 года — заместитель начальника отдела по контролю за подготовкой водительских кадров и экзаменационной работы УГАИ ГУВД Леноблгорисполкомов.
В 1991 году назначен на должность заместителя начальника 5 подотдела — отделения по контролю за подготовкой водительских кадров и экзаменационной работы отдела Государственной автомобильной инспекции Службы милиции общественной безопасности (ГАИ СМОБ) ГУВД Леноблгорисполкомов. В 1994 году возглавил 1-й отдел УГАИ СМОБ ГУВД Санкт-Петербурга и Ленинградской области.
С 1996 по 1998 годы — начальник Центра телеавтоматического управления движения автотранспорта УГАИ ГУВД Санкт-Петербурга и Ленинградской области, а с 1998 года по 2000 год — вновь начальник 1-го отдела УГАИ МОБ ГУВД Санкт-Петербурга и Ленинградской области.
В 2000 году стал заместителем начальника Управления ГИБДД Санкт-Петербурга и Ленинградской области по регистрационно-экзаменационной работе. После того, как руководитель управления Виктор Кирьянов в октябре 2001 года покинул этот пост в связи с назначением на вышестоящую должность заместителя начальника Главного управления ГИБДД МВД России, Нилов в течение несколько недель исполнял обязанности начальника управления. Были озвучены предположения, что он останется на этой должности, однако 22 октября 2001 года управление возглавил подполковник милиции Сергей Бугров.
До 2002 года Нилов занимал должность заместителя начальника Управления по регистрационно-экзаменационной работе, службе автотехнической инспекции УГИБДД МОБ ГУВД Санкт-Петербурга и Ленинградской области. С 2002 по 2003 годы служил заместителем начальника УГИБДД МОБ ГУВД Санкт-Петербурга и Ленинградской области, а с 2003 года по 2007 год заместителем начальника Управления — начальником 3-го отдела.
Как отмечали СМИ, работая в Санкт-Петербурге, Нилов неоднократно негативно отзывался о практике размещения рекламы на городских улицах, отвлекающей, по его мнению, водителя от дороги, а также выступал с различными инициативами касательно решения проблемы пробок в городе: предлагал строить подземные пешеходные переходы и новые дороги, по возможности изменять планировку уже существующих дорог, перемещая «линию тротуаров». Новшества по улучшению дорожной ситуации у европейских стран Виктор Иванович призывал копировать с осторожностью.
В 2007 году Нилов был переведён на работу в Москву, где стал помощником начальника Департамента обеспечения безопасности дорожного движения (сокращённо ДОБДД) МВД России по кадрам; в этот период времени департаментом руководил Кирьянов, с которым Нилов уже ранее работал в Санкт-Петербурге. В 2008 году назначен на должность руководителя Управления правового регулирования, межведомственного взаимодействия и международного сотрудничества ДОБДД МВД.

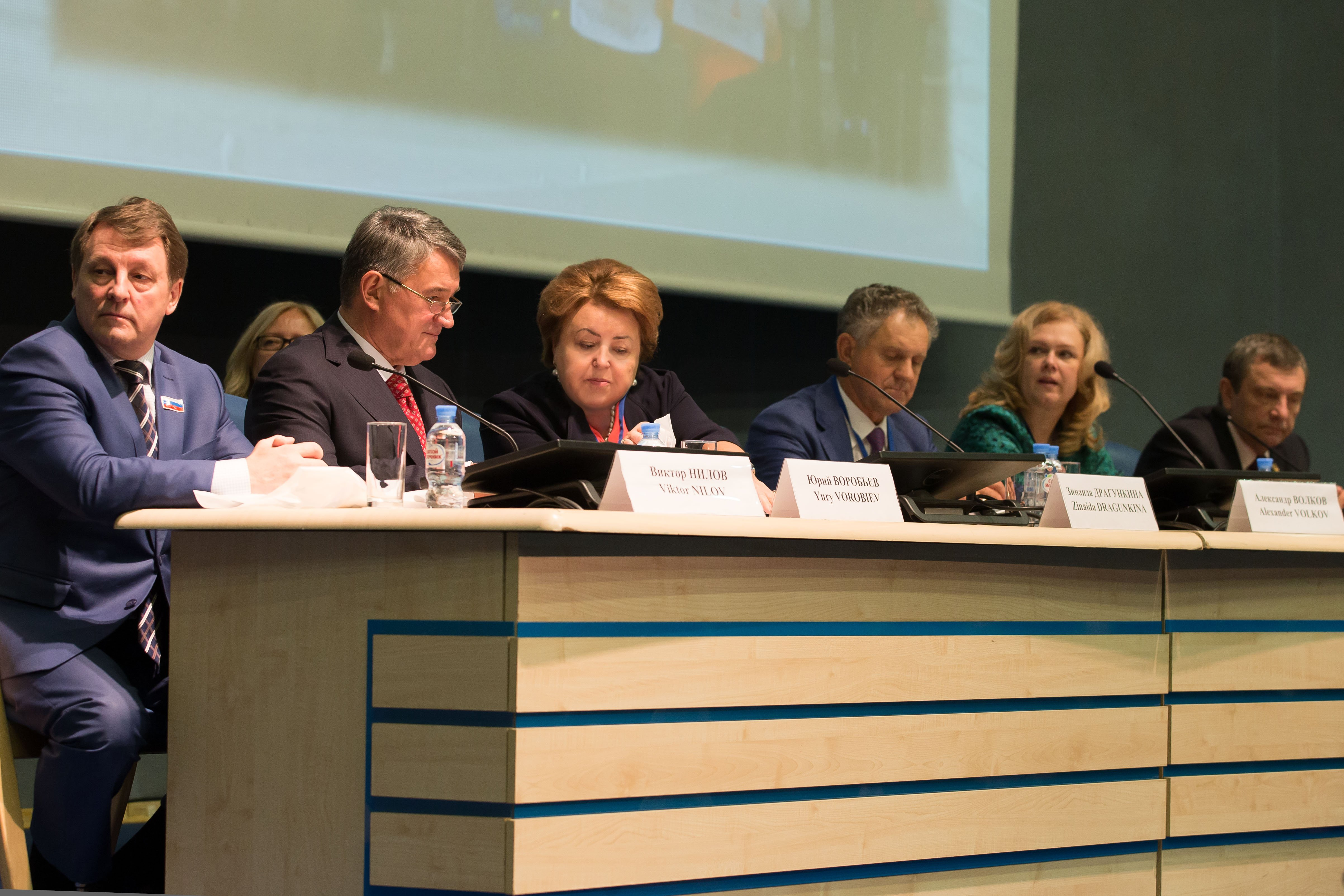
Виктор Нилов (крайний слева) на VI Международном конгрессе «Безопасность на дорогах ради безопасности жизни» в Санкт-Петербурге, сентябрь 2016

Указом Президента Российской Федерации от 11 января 2009 года назначен на должность помощника министра внутренних дел по безопасности дорожного движения. 5 октября 2009 года назначен на должность заместителя начальника ДОБДД — начальника Управления анализа и выработки стратегических решений в области обеспечения безопасности дорожного движения с присвоением специального звания «генерал-майор милиции».
В январе 2011 года Кирьянов покинул пост руководителя департамента и стал заместителем министра внутренних дел по транспортной безопасности; исполнение обязанностей начальника ДОБДД было возложено на Владимира Швецова. В марте 2011 года в ходе реформы МВД департамент был преобразован в Главное управление обеспечения безопасности дорожного движения (ГУОБДД). Указом Президента Российской Федерации от 12 июня 2011 года Виктор Нилов назначен на должность начальника нового управления с присвоением специального звания «генерал-майор полиции».
Указом Президента Российской Федерации от 14 мая 2012 года ему было присвоено специальное звание «генерал-лейтенант полиции».
Указом Президента Российской Федерации от 29 марта 2017 года освобождён от должности начальника Главного управления по обеспечению безопасности дорожного движения в связи с достижением предельного возраста пребывания на государственной службе.

## Награды
Удостоен ряда государственных и ведомственных наград, среди них:
- орден Почёта (2014)[13][14];
- наградное оружие — пистолет Макарова от министра внутренних дел Российской Федерации (31 марта 2017)[15];
- медаль «За укрепление парламентского сотрудничества» (27 ноября 2014 года, Межпарламентская ассамблея СНГ) — «за активное участие в подготовке и проведении пятого международного конгресса „Безопасность на дорогах ради безопасности жизни“, вклад в развитие сотрудничества между государствами — участниками Содружества Независимых Государств»[16].

## Оценки деятельности
Заместитель председателя Совета Федерации Федерального собрания Российской Федерации (2004—2013) и губернатор Владимирской области (2013—2018) Светлана Орлова характеризовала Нилова как «замечательный пример высокого профессионала, знающего свое дело до малейших деталей, прекрасно видящего перспективы и все подводные камни исключительно непростой сферы — обеспечения безопасности на дорогах».
Комментируя назначение Нилова на должность руководителя ГУОБДД, руководитель Госавтоинспекции в 1992—2002 годы Владимир Фёдоров положительно отозвался о генерале, назвав его профессионалом и порядочным человеком, прошедшим «большой путь в организации движения». «Думаю, если будет продолжать то, что сделано, будет самое лучшее», — выразил он надежду. В то же время, лидер организации «Движение автомобилистов России» Виктор Похмелкин высказал мнение, что никаких «системных изменений» с приходом генерала ожидать не приходится, поскольку он сам «из этой системы». «Понятно, что Кирьянов постарался, чтобы назначили человека, который лоялен и будет сохранять то, что было при нём. А значит, никаких изменений не произойдёт», — заявил он.
Журналист общественно-политического интернет-издания «Газета.Ru» Евгений Шипилов отмечал, что Нилов прослыл «жёстким руководителем, однако в поле зрения СМИ попадал крайне редко и иногда появлялся на страницах изданий с короткими информационными сообщениями».
Министр внутренних дел Российской Федерации Владимир Колокольцев, поясняя причины отставки Нилова с поста руководителя Главного управления по обеспечению безопасности дорожного движения МВД, подчёркивал, что генерал «достойно отработал службу в органах ГИБДД, внёс немалый вклад в безопасность дорожного движения».